# 荀采
荀采 （？年—？年），字女荀，南陽陰瑜妻、潁川荀爽的女兒。

## 生平
荀采自幼聰敏有才藝，十七歲時便嫁給南陽人陰瑜，十九歲時，荀采生了個女兒，但陰瑜卻去世了。
荀采知自己還年輕，時常憂慮家人逼自己改嫁，於是便時常防備，後來同郡人郭奕的妻子去世，荀爽想將荀采許配給他，於是詐稱自己病得很嚴重，要求女兒回家。荀采不得已而回家，知道是其父裝病騙她回家並要她改嫁給郭奕後。荀采拿出刀子以自己的性命威脅不肯改嫁。荀爽令奴婢們搶走了她的刀子，硬是將荀采抱上了禮車送往郭家。路上擔心荀采過於激憤，防範甚嚴。
到郭家後，荀采假裝開心的樣子，對旁人說:“我本來希望能和陰瑜同穴而死，卻被家中逼迫，才到了這裡，無法完成我了心願，也是無可奈何的啊！”於是命人在四周都點亮油燈，盛裝打扮的讓郭奕前來相見，嚴肅的與郭奕談了許久，而郭奕被荀采的情操所震懾，也就不敢逼她成親，就這樣談到了天亮才出來。荀采吩咐左右備浴。進浴室後關門，令僕人們離開，用香粉準備在浴室門上寫下：“屍還陰。”的遺言，“陰”字沒有寫完，因怕有人來，便用衣帶自縊而亡。在外頭等候的僕人們本不為意，等到發現時荀采已經斷氣了，當時人都很同情她的遭遇。

## 延伸阅读
[在维基数据编辑]
 《後漢書·卷84》，出自范晔《後漢書》